# 北広島市立緑ヶ丘小学校
北広島市立緑ヶ丘小学校（きたひろしましりつ みどりがおかしょうがっこう）は、北海道北広島市高台町に所在する公立小学校。

## 沿革
高台小学校と緑陽小学校の児童が減少していき、2008年に高台小学校と緑陽小学校を統合することが決定した。2012年4月に2校が統合され「北広島市立緑ヶ丘小学校」児童254名、12学級（特別支援学級2）が開校した。
年表
- 2005年（平成17年）- 小学校通学区域審議会に諮問、学区内の方々に説明会実施[2]。
- 2006年（平成18年）- 通学区域審議会から小学校適正配置に関しての答申[2]。
- 2007年（平成19年）- 適正配置に関する基本方針決定[2]。
- 2008年（平成20年）- 高台小学校・緑陽小学校の統合を決定[2]。
- 2009年（平成21年）- 高台小学校・緑陽小学校統合準備会を設置[2]。
- 2010年（平成22年）- 教育委員会会議で校名「緑ヶ丘小学校」に決定[2]。
- 2012年（平成24年）- 北広島市立緑ヶ丘小学校が開校[3]。
- 2018年（平成30年）- 緑陽中学校との小中一貫教育事業を開始[3]。

## 教育目標
- 大地に根ざし 未来を拓く 人間の育成[4]

## 通学区域
通学区域は以下の通り。
- 高台町
- 泉町
- 里見町
- 松葉町
- 緑陽町
- 山手町

## 進学先中学校
- 北広島市立緑陽中学校

## 交通アクセス
鉄道
- JR千歳線北広島駅西口より、徒歩9分。

バス
- 北海道中央バス
  - さんぽまち・東部線「緑ヶ丘小学校」停留所下車、徒歩2分[6]。
  - 広島線「緑ヶ丘小学校」停留所下車、徒歩2分[6]。